# Чем заняться мертвецу в Денвере
«Чем заняться мертвецу в Денвере» (англ. Things to Do in Denver When You're Dead) — криминальная драма 1995 года, режиссёр — Гэри Фледер, автор сценария — Скотт Розенберг. Был впервые показан в мае 1995 года на Каннском кинофестивале.
Название фильма произошло от одноимённой песни Уоррена Зивона.
Имя главного героя (Джимми Святой) взято из песни Брюса Спрингстина «Lost in the Flood» (альбом Greetings from Asbury Park, N.J.)

## Сюжет
Джимми Святой, завязавший с преступным миром преступник, живущий в Денвере, занимается собственной фирмой («Загробные советы»: видеозаписи с советами умерших людей их близким). Однако он должен главе преступной группировки, и в качестве выплаты долга парализованный ниже шеи главарь предлагает Джимми простое дело: найти одного ортодонта, который нынче встречается с бывшей девушкой сына главаря, и припугнуть его (сын, расставшись с девушкой, скатился до педофилии, главарь надеется на примирение с девушкой). Джимми пытается отказаться, но ему угрожают, и он соглашается.
Джимми выбирает себе в помощь четырёх человек из старых знакомых: Куска, больного проказой и нынче работающего в кинотеатре, демонстрирующем порнофильмы, байкера Франчайза, Критического Билла, безумца, работающего в похоронном бюро и избивающего трупы, и парня по кличке Ветерок. Их план состоит в том, что Кусок и Билл, одевшись полицейскими, останавливают машину парня и доводят до Джимми и Франчайза, задача которых — запугать его; Ветерок подстраховывает. Однако парень проявляет недоверие, обращает внимание на болезнь Куска, выводит из себя Билла, отчего погибает сам. Из машины выскакивает девушка, та, в которую влюблён сын главаря; Кусок, у которого был на взводе направленный на Билла пистолет, стреляет и убивает и её.
Главарь приговаривает всех пятерых к смерти, даёт Джимми 48 часов на то, чтобы покинуть Денвер. Джимми остаётся, пытаясь спасти сообщников, встречаясь с красивой девушкой, улаживая дела знакомой проститутки. Джимми пытается вымолить прощение для семьянина Франчайза, пытается уговорить остальных уехать. Кусок выбирает — остаться, спокойно встречает быструю смерть от пули профессионального убийцы Молчуна. Следующим умирает Ветерок, спрятанный у должников Джимми, но выданный усилиями того же убийцы. Несмотря на мимолётное обещание главаря, погибает и Франчайз; Критический Билл же убивает убийцу, но Молчун успевает застрелить его. Главарь вызывает для убийства Джимми троих братьев из Мексики.
В последние дни своей жизни Джимми дарит обручальное кольцо девушке, с которой встречался, со словами, что он смертельно болен и желает ей выйти замуж за другого; убивает сына главаря, из-за которого всё началось, лишая смысла жизни самого парализованного главаря; спит с проституткой, которая хотела получить от него ребёнка. Он оставляет ребёнку видеозапись со своими напутствиями.
Во время фильма главные герои прощаются напутствием «За синее море»; рассказчик говорит о том, что оно является символом места встречи после смерти. В последних кадрах все пятеро сообщников с главарём располагаются на палубе яхты, плывущей по морю.

## В ролях
- Энди Гарсиа — Джимми «Святой» Тосниа
- Кристофер Ллойд — старый «Кусок» Полимерос
- Уильям Форсайт — Фрэнсис «Франчайз» Чисер
- Билл Нанн — Эрл «Ветерок» Дентон
- Трит Уильямс — Билл «Критический» Дулитл
- Джек Уорден — Джо Хефф
- Стив Бушеми — Мистер Ш-ш-ш
- Файруза Балк — Люсинда
- Габриэль Анвар — Дегни
- Кристофер Уокен — главарь мафии
- Билл Коббс — Молт
- Маршалл Белл — лейтенант Этуотер
- Гленн Пламмер — злодей
- Дженни Маккарти — медсестра

## Производство и прокат
Бюджет фильма оценивают 8 миллионов долларов. Он был выпущен в прокат в небольшом количестве кинотеатров и собрал менее 530 тысяч долларов.
На Rotten Tomatoes рейтинг фильма 37 % на основе отзывов 30 критиков со средней оценкой 5,30 из 10. Один из отзывов на сайте: «Вместо этого просто посмотрите фильм Тарантино — и купите пластинку Уоррена Зивона». На Metacritic рейтинг 46 % на основе отзывов 16 критиков. Роджер Эберт написал: «В целом я думаю, что это интересный провал, но фильм вам может понравиться, если (а) вы не ожидаете шедевра и (б) вам нравятся диалоги, как в фильмах Квентина Тарантино».